# George Stults
George Sheehy Stults (Detroit, 16 agosto 1975) è un attore statunitense.
George ha fatto successo interpretando nella serie televisiva Settimo cielo Kevin Kinkirk.
Cresciuto in Colorado ha cominciato a far televisione pubblicizzando un profumo Bora Bora e partecipando con altri attori della WB nel 2004 alla pubblicità K-Mart.
Ha fatto delle audizioni per entrare nel cast di Settimo cielo, dove già recitava suo fratello Geoff Stults, nel ruolo di Ben, fidanzato di Mary (Jessica Biel). Ottiene il ruolo di Kevin, poliziotto, fratello di Ben.

## Filmografia parziale

### Cinema
- Snowman's Pass, regia di Rex Piano (2004)
- Un'attrazione pericolosa (Killer Assistant), regia di Danny J. Boyle (2016)
- Natale a casa Anderson (Christmas with the Andersons), regia di Michael Feifer (2016)
- Healing Hands, regia di John Murlowski (2018)

### Televisione
- Will & Grace – serie TV, un episodio (2001)
- Settimo cielo – serie TV, 114 episodi (2002-2007)
- Hydra - L'isola del mistero (Hydra), regia di Andrew Prendergast – film TV (2009)
- La clinica dei misteri (Borderline Murder), regia di Andrew C. Erin – film TV (2011)
- Non sono pronta per Natale (I'm Not Ready for Christmas), regia di Sam Irvin – film TV (2015)
- Romantiche frequenze, regia di Ron Oliver – film TV (2015)